# 김명준 (방송인)
김명준(1974년 6월 29일~)은 대한민국의 MBN의 뉴스 앵커를 맡는 기자이다. MBN의 뉴스 앵커를 맡는 기자이다. 순천고등학교, 건국대학교 경영학과 졸업. 세계일보와 MBN(매일방송) 정치부 기자를 거치면서 2021년 기준으로 뉴스파이터와 토요 아침 & 매일경제를 진행하고 있다.

## 학력
- 순천고등학교 졸업
- 건국대학교 경영학과 졸업

## 경력
- 세계일보 기자
- MBN 기자
- MBN 시사제작국장 직무대리

## 방송 진행자

### 방송
- MBN 뉴스와이드(MBN, 2012년~2015년)
- 아침 & 매일경제(MBN, 2013년~2022년)
- 토요 아침의 창 매일경제(MBN, 2014년~2015년)
- 뉴스파이터(MBN, 2015년~)
- 진실을검색하다,써치(MBN, 2021년 6월 10일~2021년 8월 26일)
- 불타는 트롯맨 오프닝 방송

## 가족 관계
- 아버지: 김종억 (1941년 1월 9일 ~ 2015년 3월 18일)
- 어머니: 홍복록 (1947년 1월 5일 ~ 2024년 6월 29일)
- 형제: 김남권